# Lutzomyia aquilonia
Lutzomyia aquilonia är en tvåvingeart som först beskrevs av Fairchild G. B., Harwood R. F. 1961.  Lutzomyia aquilonia ingår i släktet Lutzomyia och familjen fjärilsmyggor. Inga underarter finns listade i Catalogue of Life.